# 吉勒巴武尔
吉勒巴武尔（Keezhapavur、Kilapavur）是印度泰米尔纳德邦蒂魯內爾維利縣的一个城镇。总人口19958（2001年）。

## 人口
该地2001年总人口19958人，其中男性9881人，女性10077人；0—6岁人口2313人，其中男1193人，女1120人；识字率66.64%，其中男性为76.24%，女性为57.23%。